# 髙城靖雄
髙城 靖雄（たかじょう やすお、1958年〈昭和33年〉8月10日 - ）は、日本の演歌歌手、作詞、作曲も手掛ける。

## 人物・経歴
- 1958年 岩手県九戸郡洋野町（旧種市町）生まれ。
- 1977年 岩手県立種市高等学校卒業[1]。
- 1981年 千葉商科大学商経学部卒業[2]。
- 1987年 キングレコードより水原達矢の芸名にて「日本海'88」（作詞：荒木とよひさ、作曲：吉幾三）でメジャーデビューを果たす。同年「新宿音楽祭新人賞」受賞。
- 1988年 全日本有線放送新人賞受賞。
- 1991年 NHK新人歌謡コンテスト入賞。
- 1996年より「伯方の塩」イメージキャラクターとして、全国ネットのコマーシャルに出演[3]。

- 息子の新浜レオンも同じく演歌歌手[4]。